# Asplenium emarginato-dentatum
Asplenium emarginato-dentatum là một loài dương xỉ trong họ Aspleniaceae. Loài này được Zenker, Kze. mô tả khoa học đầu tiên năm 1851.
Danh pháp khoa học của loài này chưa được làm sáng tỏ. 